# Claus Offe
Claus Offe, né le 16 mars 1940 à Berlin, est un professeur de sociologie politique d'orientation marxiste.
Docteur de l'université Johann Wolfgang Goethe de Francfort-sur-le-Main, il a enseigné à l'université de Bielefeld (1975–1989) et à l'université de Brême (1989–1995), ainsi qu'à l'université Humboldt de Berlin (1995–2005). Il enseigne actuellement à la Hertie School of Governance. Il est également membre du conseil scientifique consultatif du réseau allemand pour le revenu de base inconditionnel.
Ses domaines de recherche principaux sont la démocratie, la sociologie politique, les politiques sociales (dont notamment le revenu de base).

## Publications
- « Political Culture and the Politics of the Social Democratic Government » (avec Volker Gransow), Telos, 53, 1982
- Modernity and The State: East and West (avec Charles Turner et Jeremy Gaines), Cambridge, Polity Press, 1996  (ISBN 0-7456-1674-7).
- The Varieties of Transition: the East European and East German experience (avec Jeremy Gaines), Cambridge, Polity Press, 1996  (ISBN 0-7456-1608-9).
- Institutional Design in Post-Communist Societies. Rebuilding the Ship at Sea (avec Jon Elster et Ulrich K. Preuss), Cambridge, University Press, 1998  (ISBN 0-521-47386-1)
- Reflections on America: Tocqueville, Weber and Adorno in the United States, Cambridge: Cambridge University Press, 2005  (ISBN 0-7456-3505-9)
- « Basic Income and the Labor Contract », in Analyse & Kritik, 2009
- « Inequality and the Labour Market », 2010 (en ligne : Institut für Arbeitsmarkt und Berufsforschung)